# 上野リチ・リックス

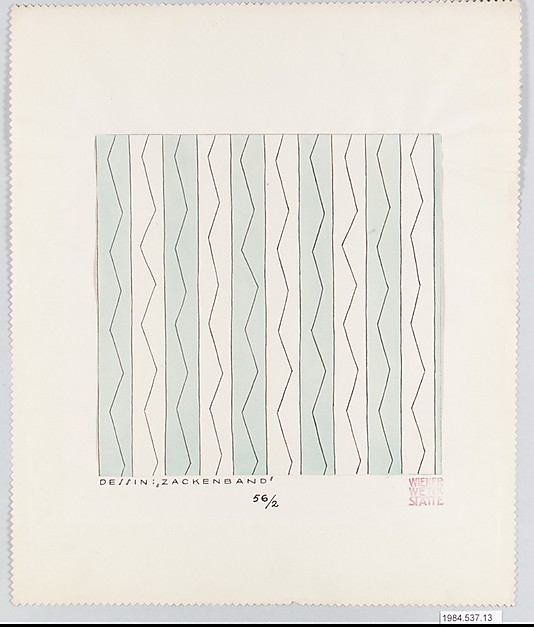
上野リチ・リックス- ジグザグ編み込み

上野 リチ・リックス（うえの りち・りっくす、Felice [Lizzi] Rix-Ueno、1893年6月1日 - 1967年10月15日）は、ウィーンと京都で活動したデザイナー。
結婚前の名前はフェリーツェ・リックス（Felice Rix）で、「リチ（Lizzi）」は愛称だが、日本における活動では「上野リチ」を名乗った。

## 人物
ウィーンに生まれ、ウィーン工房の一員としてテキスタイル・陶器・ガラス・七宝図案など幅広いジャンルで活躍。そのプリント図案は「リックス文様」とも呼ばれ高い評価を得た。1925年、日本人建築家・上野伊三郎との結婚を機に京都へ移住。
戦後は京都市立美術大学（現・京都市立芸術大学）で教鞭をとったほか、インターナショナルデザイン研究所を設立して後進の育成にも尽力した。

## 略歴
1893年 ウィーンに生まれる。1913年 ウィーン応用美術大学入学。1917年 同校卒業後、ウィーン工房に参加。
1925年 上野伊三郎と結婚。1926年 日本へ移住。京都市に上野建築事務所開設、美術工芸部主任に就任。
1930年 ウィーン工房退職。1935年 京都市染織試験場図案部技術嘱託（～1944年）。1936年 群馬県工芸所嘱託（〜1939年)。
1951年 京都市立美術大学（現・京都市立芸術大学）工芸科図案専攻講師（1960年に教授）。
1963年 同校退職。インターナショナルデザイン研究所設立。1967年 京都市内の自宅にて死去。享年74歳。